# 穆瓦萨克
穆瓦萨克（法語：Moissac，法語發音：[mwasak]），法国西南部城市，奥克西塔尼大区塔恩-加龙省的一个市镇，隶属于卡斯泰尔萨拉桑区，其市镇面积为85.95平方公里，2022年1月1日时人口数量为13,652人，在法国城市中排名第741位。
穆瓦萨克位于塔恩-加龙省西部，塔恩河畔，是一个区域性的中心城市，波尔多－塞特铁路和多条公路在此交汇。穆瓦萨克因当地的葡萄种植园而闻名，被称为“莎斯拉之城”，以穆瓦萨克命名的莎斯拉获得了法国原产地命名控制标志。自2020年起，法国国民联盟成员罗曼·洛佩兹担任穆瓦萨克市长职务，穆瓦萨克也成为塔恩-加龙省唯一一个由极右翼政党执政的城市。

## 地名来源
“穆瓦萨克”一名包含两部分，其中“Mois-”前缀来源于古拉丁语“muscius”，意为“泡沫”或“轻言轻语”，但在此地的具体含义尚有待考证；“-ac”则是法国南部奥克语地区的一个常见地名后缀，意为“聚落”。

## 历史

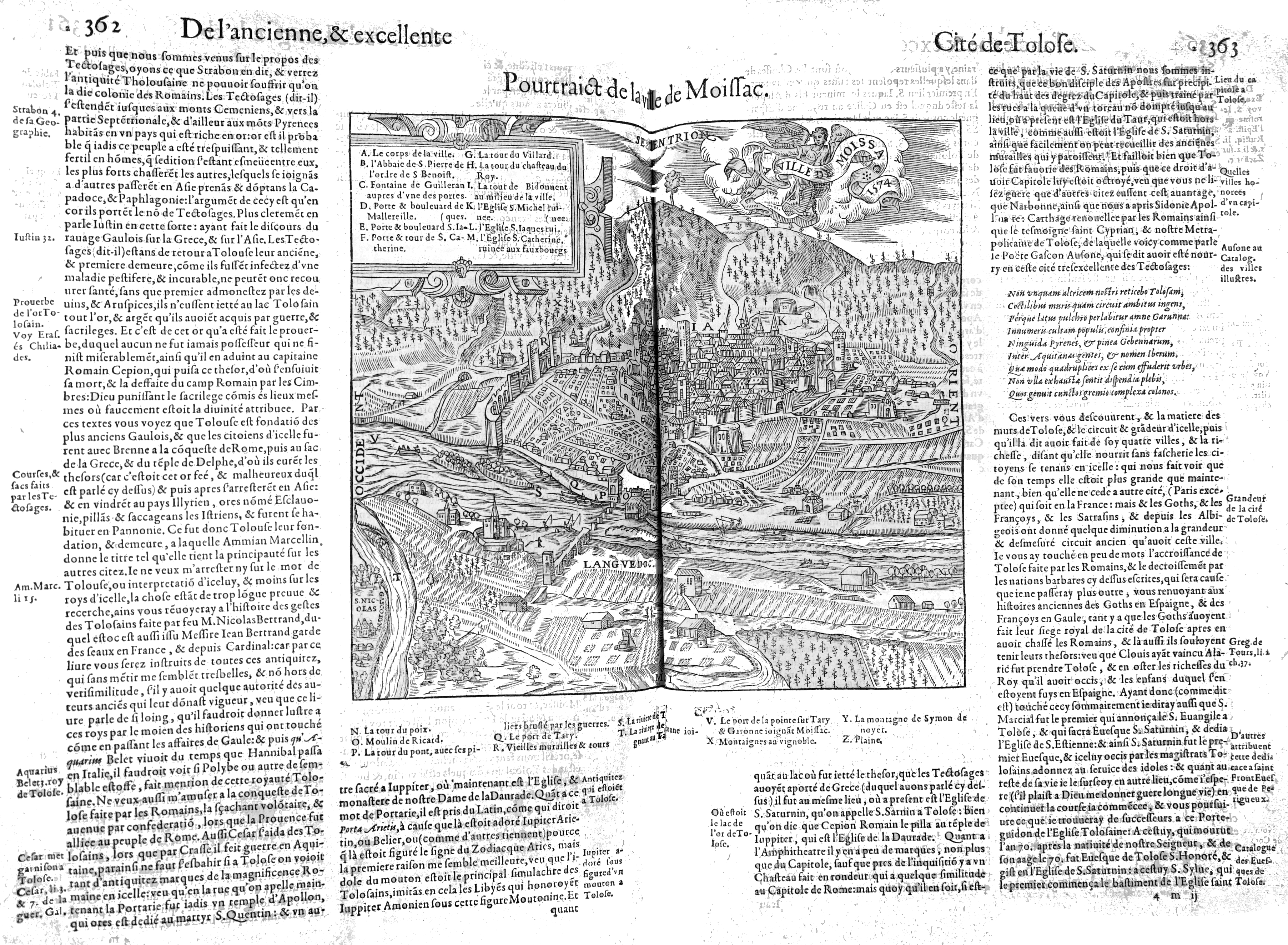
穆瓦萨克历史插图

穆瓦萨克的早期历史尚有待考证。根据当地的民间传说，位于穆瓦萨克市中心的圣伯多禄修道院最初由法兰克国王克洛维一世修建，后通过众筹不断扩大形成现有规模。中世纪中后期，穆瓦萨克成为凯尔西行省的一部分，借助塔恩河航运优势，穆瓦萨克逐渐发展成为一个重要的葡萄酒贸易港口，人口数量一度突破一万。法国大革命后，穆瓦萨克成为洛特省的一个市镇，1808年改划至新成立的塔恩-加龙省境内。工业革命期间，途径穆瓦萨克的加龙河沿岸运河以及波尔多－塞特铁路相继建成。第二次世界大战期间，穆瓦萨克曾出现了一个大型的犹太难民社区。2012年3月，穆瓦萨克获得由法国文化部颁布的“艺术与历史之城”称号。在2020年的市政选举中，法国国民联盟成员罗曼·洛佩兹获得胜利，成为穆瓦萨克历史上的首任极右翼市长，穆瓦萨克也成为塔恩-加龙省唯一一个由极右翼政党执政的城市。

## 地理

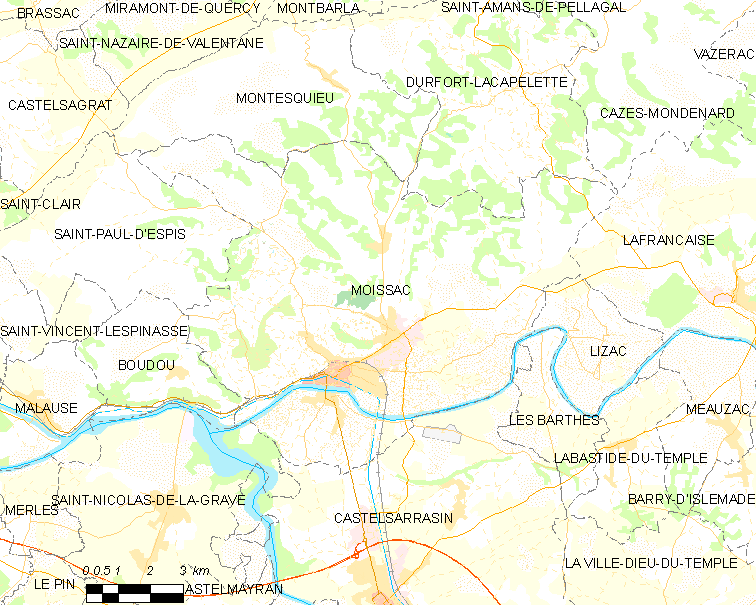
穆瓦萨克市镇范围地图

穆瓦萨克位于法国西南部，奥克西塔尼大区西部和塔恩-加龙省西北部，距离省会蒙托邦大约29公里。与穆瓦萨克接壤的市镇包括：莱巴尔特、布杜、卡斯泰尔萨拉桑、迪尔福-拉卡普莱特、拉弗朗赛斯、利扎克、孟德斯鸠、圣尼古拉-德拉格拉沃、圣保罗代斯皮。

### 地形
穆瓦萨克位于加龙河谷腹地，距离加龙河干流不到5公里，境内以丘陵为主，市镇中心地势较为平坦，北侧为丘陵，全境海拔在59到199米之间。

### 水文
塔恩河自东向西流经境内，该河是加龙河的支流，后者为法国五大河流之一。
人工开凿的加龙河沿岸运河横穿穆瓦萨克市区，并通过卡科尔运河桥跨越塔恩河向南延伸。

### 植被
穆瓦萨克属于温带阔叶混交林区，林地广泛分布于塔恩河两岸以及市区北部的丘陵地区。
在鲜花城市的评比中，穆瓦萨克被评为3星级鲜花城市。

### 气候
穆瓦萨克在柯本气候分类法中属于带有地中海特征的温带海洋性气候，年均温相对高于同气候带的高纬度地区。
距离穆瓦萨克最近的气象站位于卡斯泰尔萨拉桑境内，以下为该气象站的数据（其中日照数据取自阿让）：
| 卡斯泰尔萨拉桑 1981年－2019年 | 卡斯泰尔萨拉桑 1981年－2019年 | 卡斯泰尔萨拉桑 1981年－2019年 | 卡斯泰尔萨拉桑 1981年－2019年 | 卡斯泰尔萨拉桑 1981年－2019年 | 卡斯泰尔萨拉桑 1981年－2019年 | 卡斯泰尔萨拉桑 1981年－2019年 | 卡斯泰尔萨拉桑 1981年－2019年 | 卡斯泰尔萨拉桑 1981年－2019年 | 卡斯泰尔萨拉桑 1981年－2019年 | 卡斯泰尔萨拉桑 1981年－2019年 | 卡斯泰尔萨拉桑 1981年－2019年 | 卡斯泰尔萨拉桑 1981年－2019年 | 卡斯泰尔萨拉桑 1981年－2019年 |
| 月份                          | 1月                           | 2月                           | 3月                           | 4月                           | 5月                           | 6月                           | 7月                           | 8月                           | 9月                           | 10月                          | 11月                          | 12月                          | 全年                          |
| ----------------------------- | ----------------------------- | ----------------------------- | ----------------------------- | ----------------------------- | ----------------------------- | ----------------------------- | ----------------------------- | ----------------------------- | ----------------------------- | ----------------------------- | ----------------------------- | ----------------------------- | ----------------------------- |
| 历史最高温 °C（°F）           | 18.4 (65.1)                   | 25 (77)                       | 26.7 (80.1)                   | 30.3 (86.5)                   | 34.7 (94.5)                   | 39 (102)                      | 40.2 (104.4)                  | 41.8 (107.2)                  | 36.1 (97.0)                   | 31.5 (88.7)                   | 24.7 (76.5)                   | 18.5 (65.3)                   | 41.8 (107.2)                  |
| 平均高温 °C（°F）             | 9.3 (48.7)                    | 11.8 (53.2)                   | 15.6 (60.1)                   | 18.2 (64.8)                   | 22.7 (72.9)                   | 26.3 (79.3)                   | 28.9 (84.0)                   | 28.9 (84.0)                   | 24.9 (76.8)                   | 19.7 (67.5)                   | 13.2 (55.8)                   | 9.3 (48.7)                    | 19.1 (66.4)                   |
| 日均气温 °C（°F）             | 5.3 (41.5)                    | 6.7 (44.1)                    | 9.5 (49.1)                    | 12 (54)                       | 16.2 (61.2)                   | 19.8 (67.6)                   | 22 (72)                       | 21.9 (71.4)                   | 18.1 (64.6)                   | 14.1 (57.4)                   | 8.8 (47.8)                    | 5.6 (42.1)                    | 13.3 (55.9)                   |
| 平均低温 °C（°F）             | 1.2 (34.2)                    | 1.5 (34.7)                    | 3.4 (38.1)                    | 5.9 (42.6)                    | 9.8 (49.6)                    | 13.3 (55.9)                   | 15 (59)                       | 15 (59)                       | 11.3 (52.3)                   | 8.6 (47.5)                    | 4.4 (39.9)                    | 1.9 (35.4)                    | 7.6 (45.7)                    |
| 历史最低温 °C（°F）           | −9.4 (15.1)                   | −13.8 (7.2)                   | −9.9 (14.2)                   | −3.4 (25.9)                   | 1.1 (34.0)                    | 3.7 (38.7)                    | 7.5 (45.5)                    | 5.4 (41.7)                    | 2.3 (36.1)                    | −4.3 (24.3)                   | −8.5 (16.7)                   | −8 (18)                       | −13.8 (7.2)                   |
| 平均降水量 mm（）             | 58 (2.3)                      | 44.9 (1.77)                   | 44.6 (1.76)                   | 71.8 (2.83)                   | 75 (3.0)                      | 60.7 (2.39)                   | 43.6 (1.72)                   | 47 (1.9)                      | 61.4 (2.42)                   | 56.3 (2.22)                   | 64.1 (2.52)                   | 63.6 (2.50)                   | 691 (27.2)                    |
| 月均日照時數                  | 77.5                          | 110.1                         | 172.6                         | 182.3                         | 213.6                         | 232.1                         | 255.4                         | 242.3                         | 204.9                         | 138.2                         | 84                            | 69.4                          | 1,982.4                       |
| 来源：infoclimat.fr           |                               |                               |                               |                               |                               |                               |                               |                               |                               |                               |                               |                               |                               |

## 行政区划
穆瓦萨克是法国奥克西塔尼大区塔恩-加龙省的一个市镇，编号为82112。穆瓦萨克隶属于卡斯泰尔萨拉桑区，隶属于塔恩-加龙省第二选区，管理穆瓦萨克县，同时也是汇流之地市镇公共社区的组成部分。
法国国家统计与经济研究所（简称）在进行数据统计时，将穆瓦萨克及相邻卡斯泰尔萨拉桑设为卡斯泰尔萨拉桑城市核心区，并将包括核心区在内的周边共4个市镇划为卡斯泰尔萨拉桑城市区。自2020年起，卡斯泰尔萨拉桑城市区被拆分，穆瓦萨克和另外7个市镇组成穆瓦萨克城市辐射区代替。此外，还将穆瓦萨克市镇分为了5个“块区”（IRIS），以便于统计人口分布情况。

## 交通

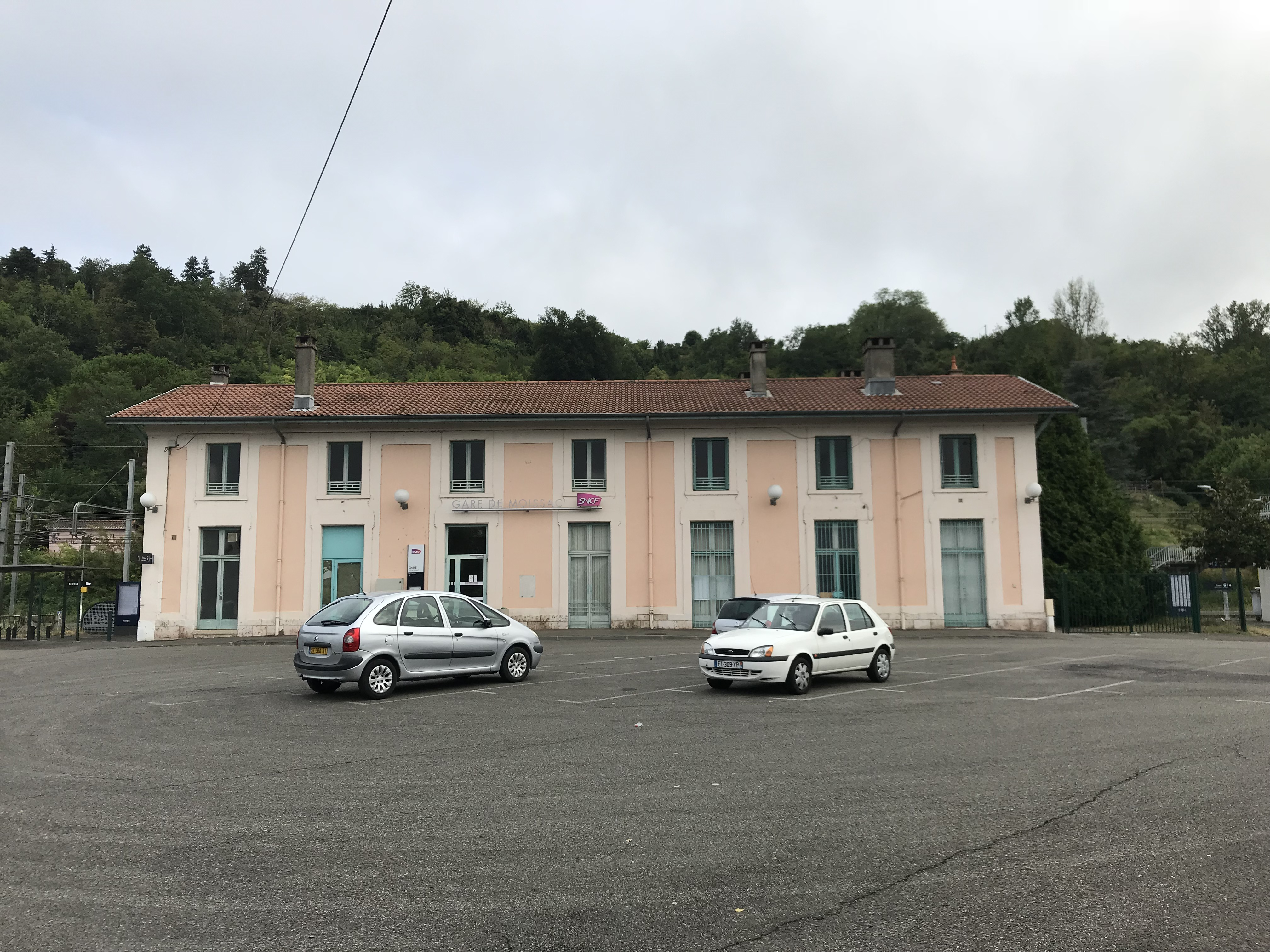
穆瓦萨克火车站

### 公路
A62高速公路的9号出入口可连接穆瓦萨克，此外多条塔恩-加龙省省道在穆瓦萨克境内交汇，奥克西塔尼大区下属的城际客运提供巴士线路，可前往蒙托邦、拉弗朗赛斯以及拉马日斯泰尔。
2017年，72.5%的穆瓦萨克家庭拥有至少一辆私人汽车。2019年，穆瓦萨克境内共发生各类交通事故3起，造成3人受伤。

### 铁路
法国西南部铁路干线波尔多－塞特铁路经过穆瓦萨克，并在此跨越塔恩河。穆瓦萨克站位于市区西部，停靠往返于图卢兹和阿让之间的区域列车。

### 航空
距离穆瓦萨克最近的民用航空站为图卢兹-布拉尼亚克机场，距离穆瓦萨克市中心的公路里程约68公里。

### 城市公共交通
截至2021年6月，穆瓦萨克暂无城市公共交通系统，当地市政府在穆瓦萨克市区建有20处顺风车停靠点，为当地居民提供方便。

## 政治
穆瓦萨克的现任市长为罗曼·洛佩兹先生，他是国民联盟的一名成员，在2020年的市政选举中获得了62.45%的支持率，成为当地历史上的首任极右翼市长。
在2017年的法国总统大选中，法国第25任总统埃马纽埃尔·马克龙在穆瓦萨克获得了55.52%的支持率。
| 穆瓦萨克历届市长 |                                      |                           |
| 任期             | 市长                                 | 党派                      |
| 1944年－1951年   | Roger Delthil 罗歇·代尔蒂尔          | RAD激进党                 |
| 1951年－1959年   | Maurice Villeneuve 莫里斯·维勒讷沃   | 不详                      |
| 1959年－1971年   | Jean Delvolvé 让·代尔沃尔韦          | 不详                      |
| 1971年－1986年   | Armand Riga 阿尔芒·里加              | RAD激进党 →PRG左派激進黨  |
| 1986年－2014年   | Jean-Paul Nunzi 让-保罗·楠齐         | PS社会党                  |
| 2014年－2020年   | Jean-Michel Henryot 让-米歇尔·昂里约 | UMP人民运动联盟 →LR共和黨 |

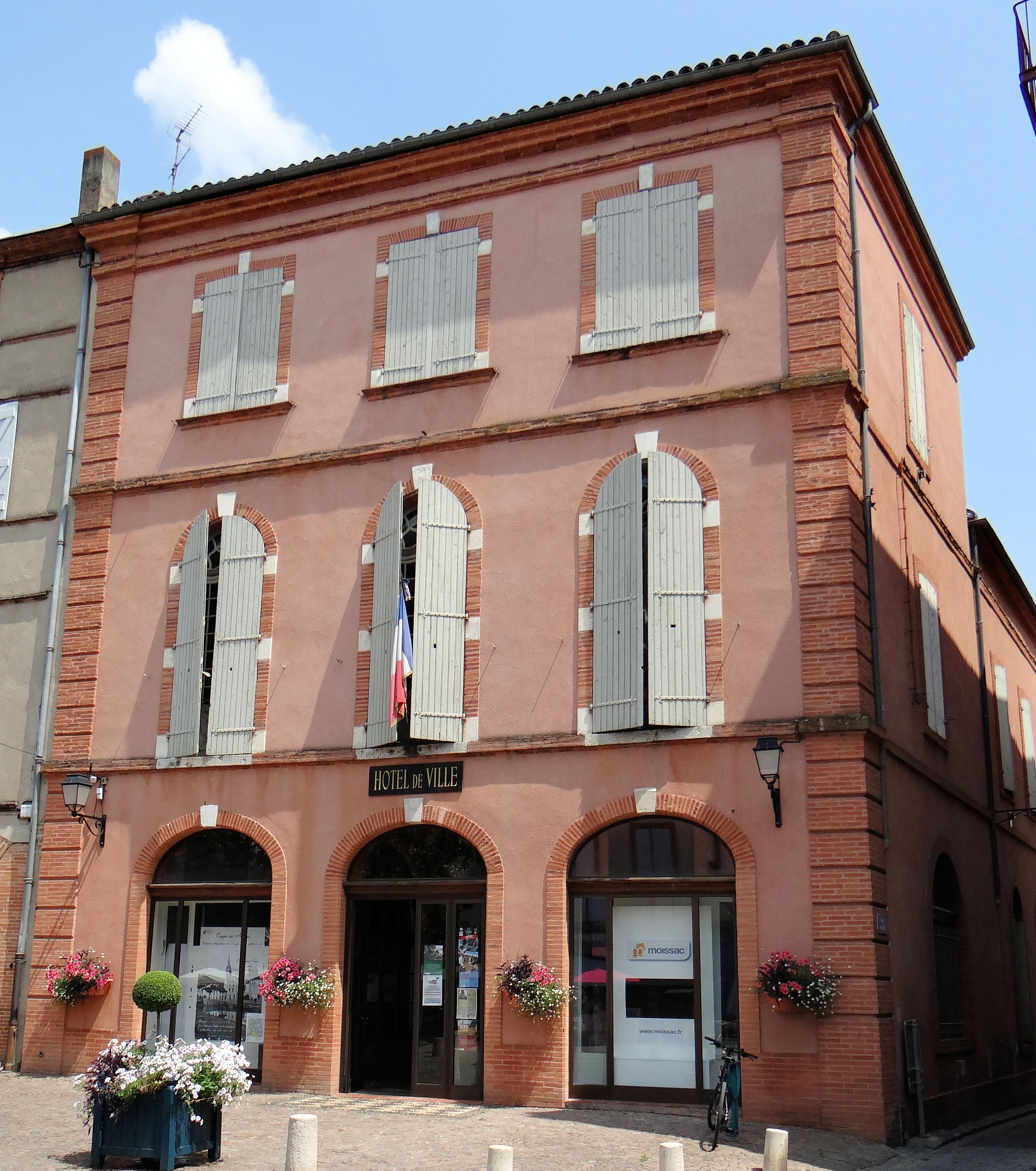
穆瓦萨克市政厅

| 2020年－         | Romain Lopez 罗曼·洛佩兹             | RN国民联盟                |

## 人口
2018年，穆瓦萨克市镇人口数量为13,195，在法国排名第741位。其中男性6,283人，女性6,756人，75岁及以上人口占10.8%，外籍人口数量为2,545人，人口密度为154人/平方公里，当地居民被称为（男性）或（女性）。2019年，穆瓦萨克境内出生151人，死亡人口163人。
| 年份   | 1936  | 1946  | 1954  | 1962   | 1968   | 1975   | 1982   | 1990   | 1999   | 2006   | 2011   | 2016   | 2018   |
| ------ | ----- | ----- | ----- | ------ | ------ | ------ | ------ | ------ | ------ | ------ | ------ | ------ | ------ |
| 人口數 | 8,105 | 9,181 | 9,145 | 10,274 | 11,856 | 11,826 | 11,184 | 11,971 | 12,321 | 12,354 | 12,365 | 12,652 | 13,195 |

## 经济

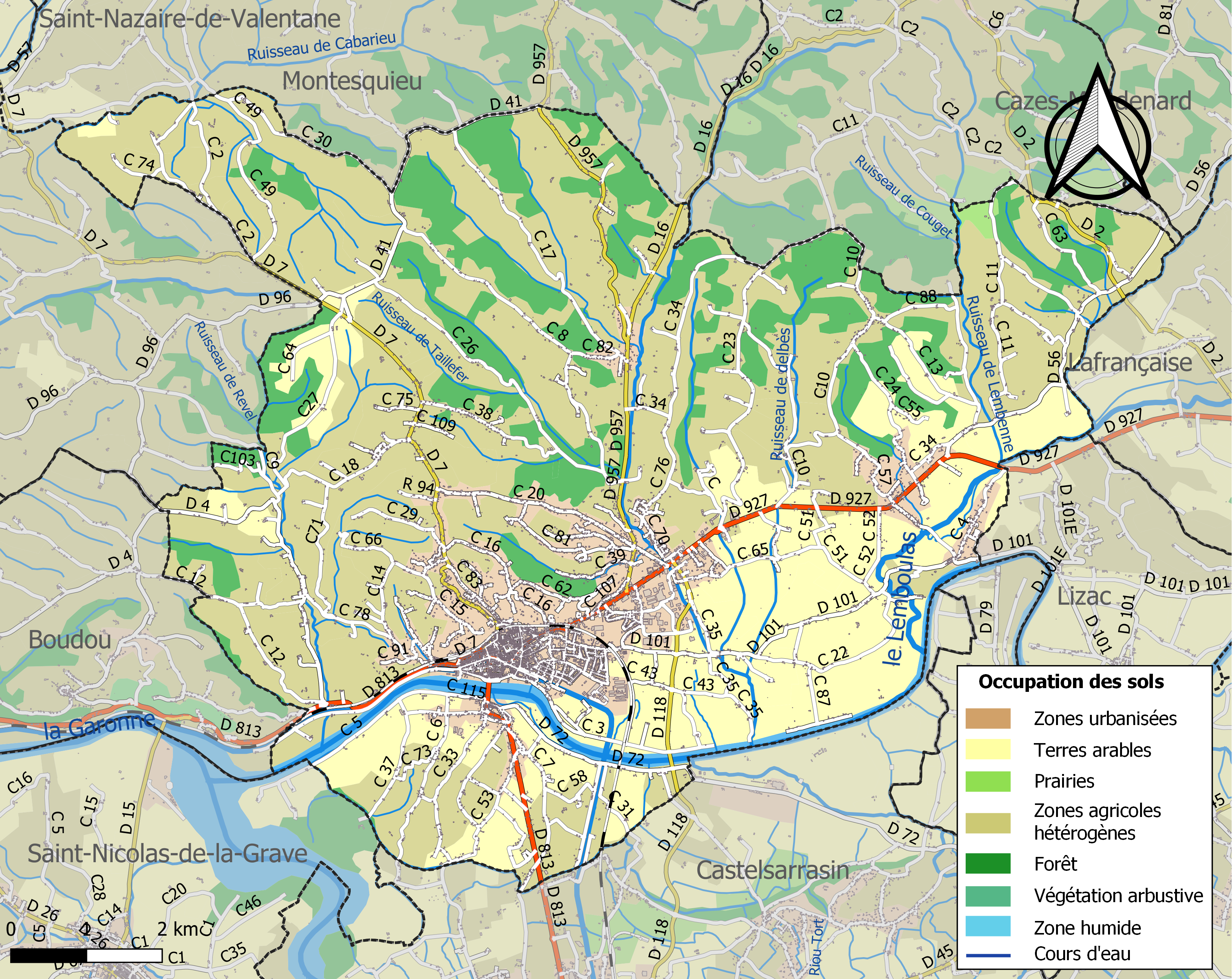
穆瓦萨克土地利用情况地图

穆瓦萨克是一个区域性的中心城市，截至2021年6月，当地共有各类用人单位2,000家，平均历史为18年，其中98.59%为中小型企业（PME）。（包装）、（水果批发）及（水果批发）是当地2019年营业额最高的三个企业，分别为82,886,898欧元、63,721,893欧元和34,173,151欧元。

## 财政收入
2019年，穆瓦萨克的财政收入总额为16,704,700欧元，财政支出总额为15,220,000欧元，当年的债务总额为9,542,160欧元。2020年，穆瓦萨克共获得2,920,153欧元的国家财政补助，比上一年增加了0.04%。
2017年，穆瓦萨克的人均月收入总额为1,826欧元，其中高级职员为3,126欧元，低于法国平均水平（4,214欧元）；中级职员为2,080欧元，低于法国平均水平（2,353欧元）；普通职员为1,575欧元，亦低于法国平均水平（1,690欧元）。
2017年，穆瓦萨克境内的青壮年（15至64岁）失业率为21.2%，当地38.4%的家庭拥有纳税资格，平均纳税2,164欧元，低于法国平均水平（3,888欧元）。

## 社会事务

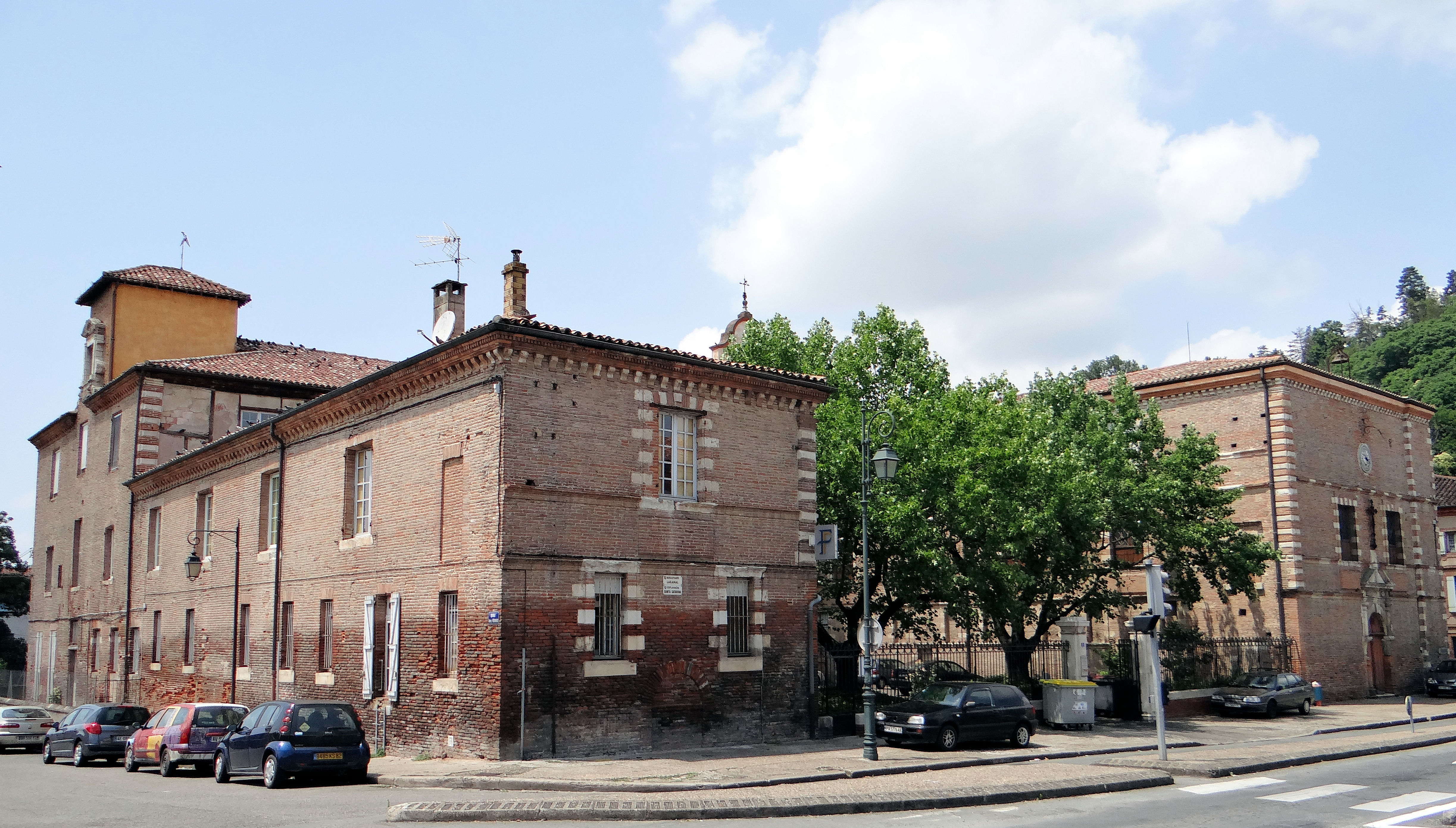
穆瓦萨克的一处初级中学

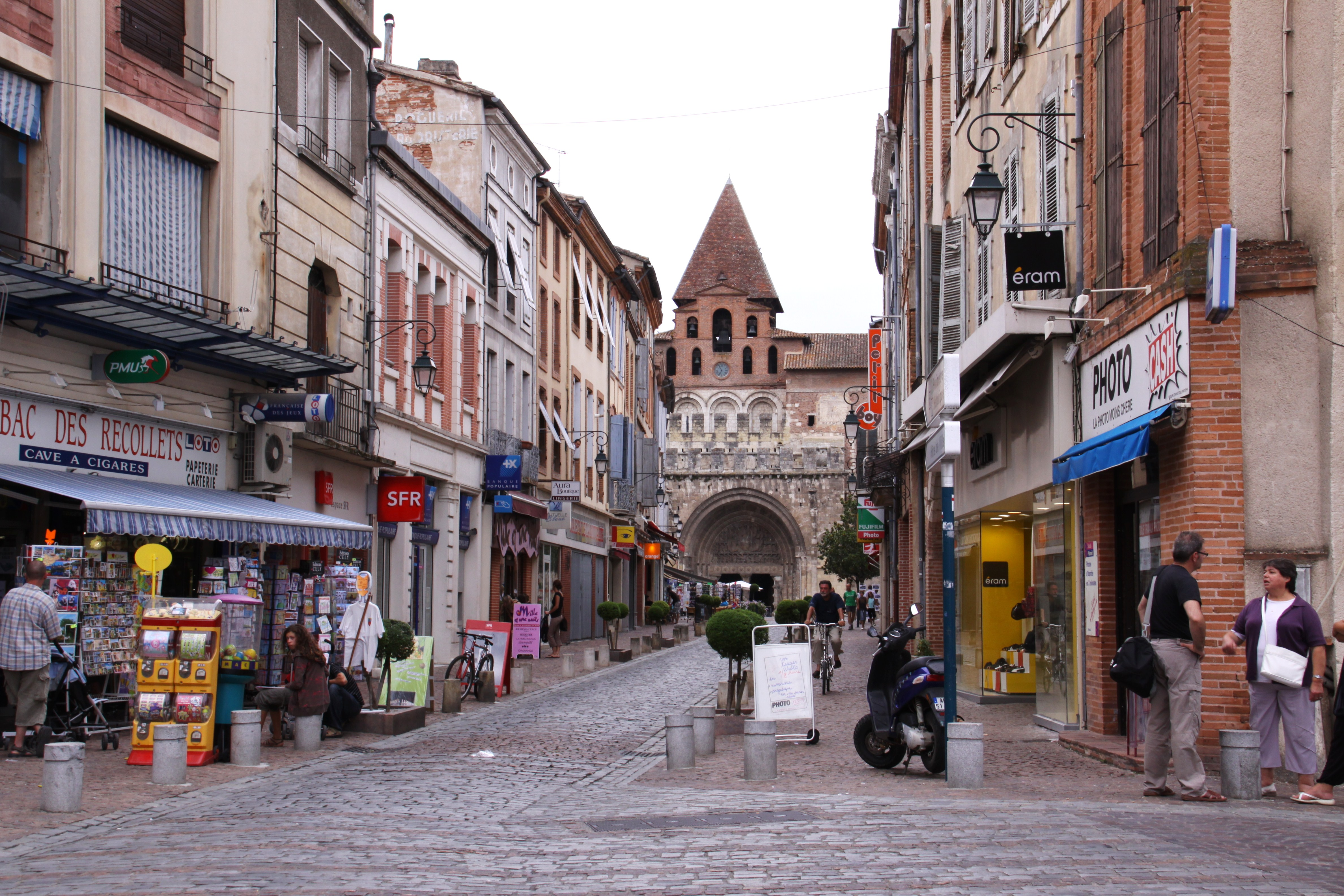
穆瓦萨克市中心的共和国街

### 教育
穆瓦萨克属于图卢兹学区。截止2019年1月1日，穆瓦萨克境内共有2所幼儿园、8所小学、2所初级中学、1所普通高中、2所农业高中和0所职业高中。2018至2019学年度，穆瓦萨克境内共有在校中等教育阶段学生1,298名。

### 医疗
截止2019年1月1日，穆瓦萨克境内共有全科医生12名、保健师22名、牙医9名、护士21名、耳科医生1名、眼科医生2名和助产士2名。境内共有药房6家、养老院2家、残疾人帮扶中心2家。
穆瓦萨克是“卡斯泰尔萨拉桑-穆瓦萨克市际中心医院”（Centre Hospitalier Intercommunal de Castelsarrasin - Moissac）的服务范围，后者是法国的一个区域性医疗机构，其主病区位于穆瓦萨克老城区北部，设有床位138个，是当地规模最大的公立综合性医院。

### 住房
2017年，穆瓦萨克境内共有各类住房6,555套，其中71.5%为独立式居民区，28.2%为集中式居民区。常住房屋占穆瓦萨克市镇范围内居民建筑总量的84.3%。
在住房保障政策方面，2017年，穆瓦萨克境内共有1,204户家庭获得了住房经济补助，受益人数占总人口数量的9.2%，其中1,059份为房租补助。

### 商业
2019年，穆瓦萨克境内共有各类实体商铺357家，其中餐厅39家、大型超市9家、杂货店6家、面包房13家、肉铺11家、书店3家、装饰品店1家、银行门店9家、美容美发店30家、汽车维修店23家。市中心建有一家Intermarché超市，市区东北部则有E.Leclerc购物中心。

### 体育
2019年，穆瓦萨克境内共有2家游泳池、4间体育馆、1座综合体育场、8处网球场、1处马术场、4处足球或橄榄球场以及1处篮球或排球场。
穆瓦萨克境内有三十余个体育社团，涉及了数十种体育项目。“穆瓦萨克的未来”（Avenir Moissagais）是当地的一支橄榄球队，2021至2022赛季参加奥克西塔尼大区橄榄球乙级联赛。

### 环境
穆瓦萨克的环境事务由其所属的公共社区负责。2019年，穆瓦萨克境内共有1家污染企业。

### 治安
2019年，穆瓦萨克市镇范围内有1处宪兵队。
2014年，穆瓦萨克及附近地区共发生各类案件2,561起，其中盗窃类案件1,792起，经济类案件231起，毒品交易类案件54起。

## 文化
2019年，穆瓦萨克境内共有1家剧场、1家电影院和1家博物馆。穆瓦萨克市政府提供多媒体中心，向公众全年开放。

### 建筑
穆瓦萨克是法国艺术与历史之城，境内有多处历史建筑，其中圣伯多禄修道院是法国国家文物保护单位，也是当地的代表性建筑物，并作为圣雅各之路的一部分自1998年被列入世界文化遗产。

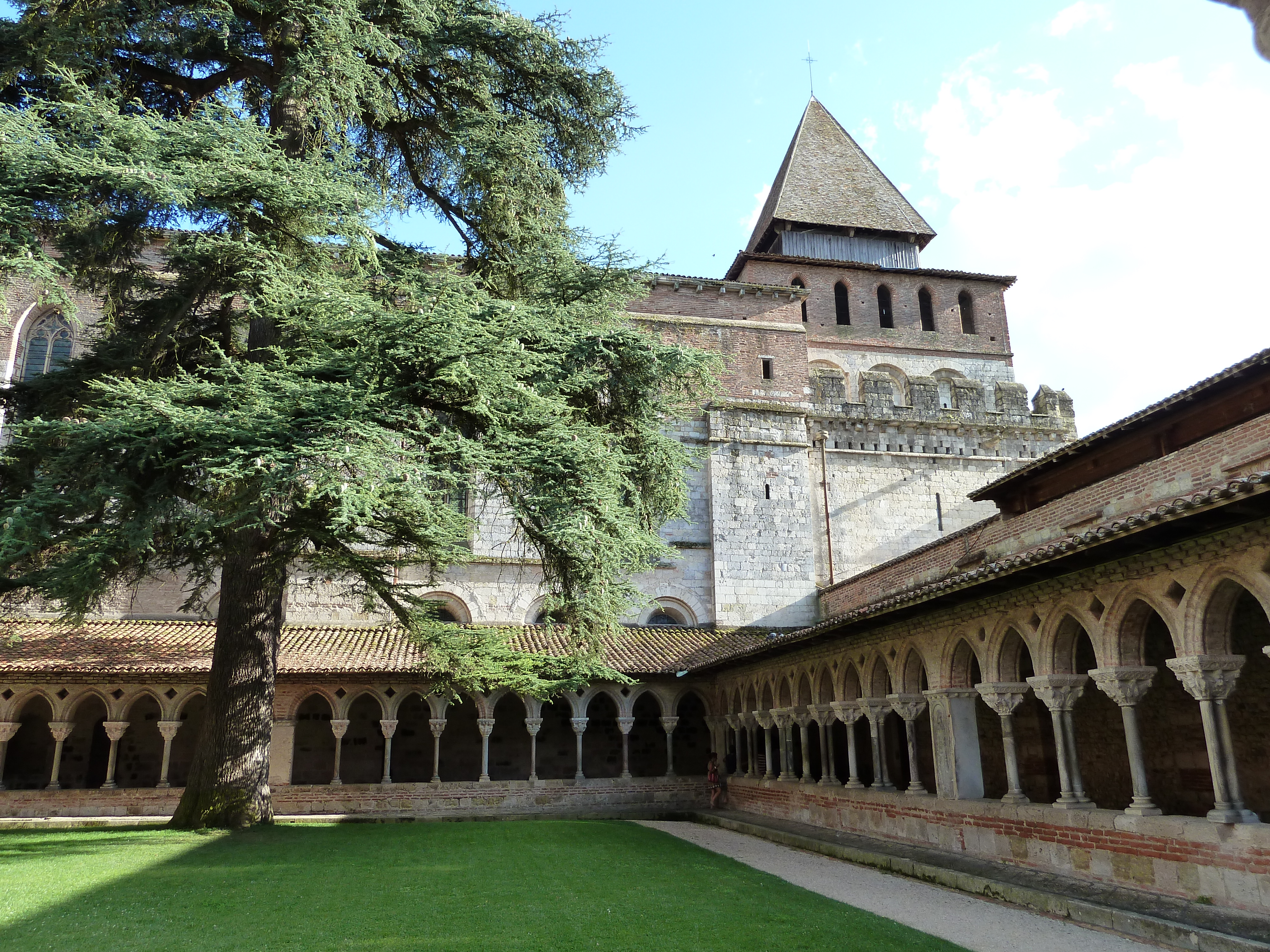
圣伯多禄修道院（法语：Abbaye Saint-Pierre de Moissac）
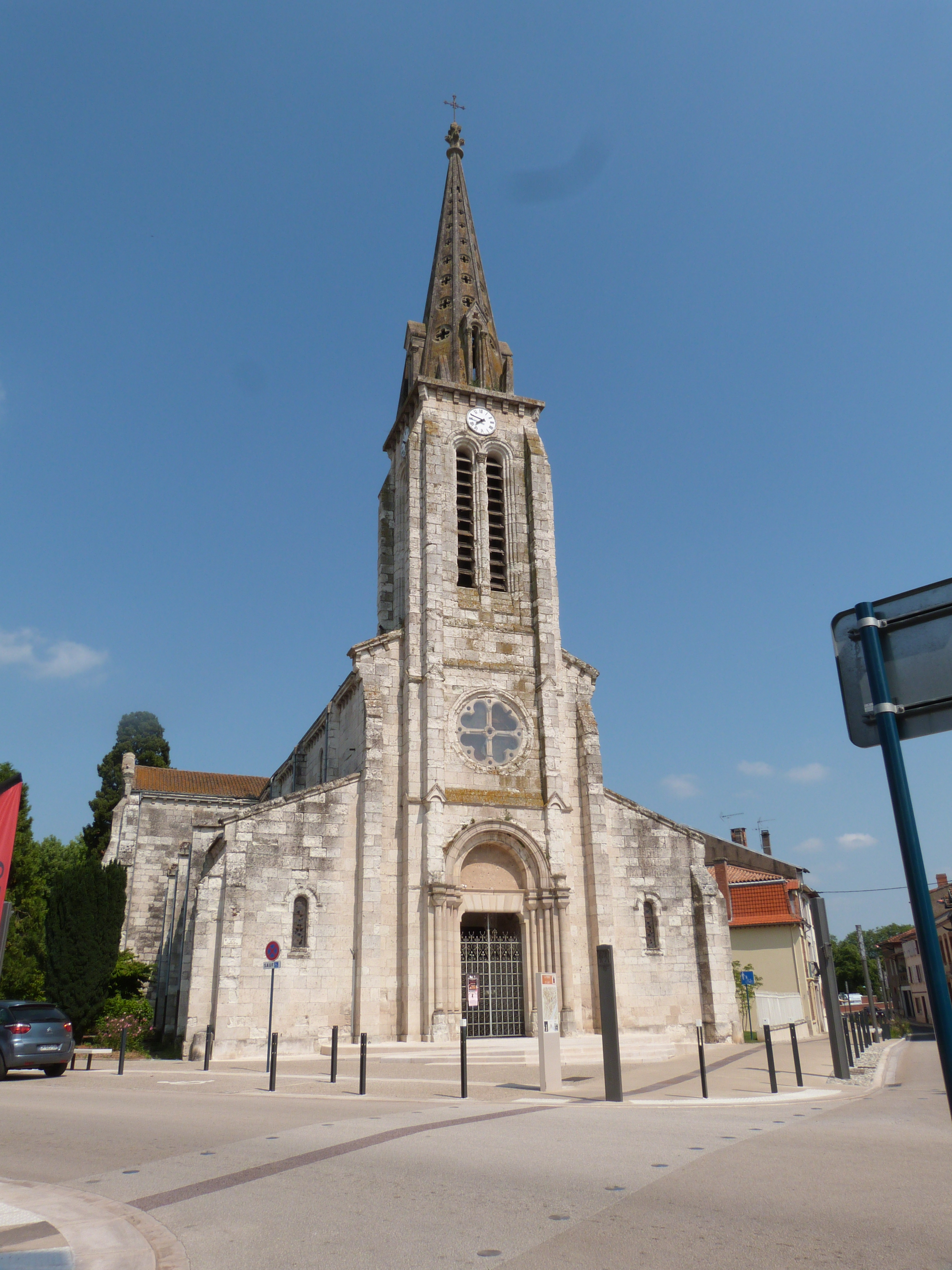
圣雅各教堂
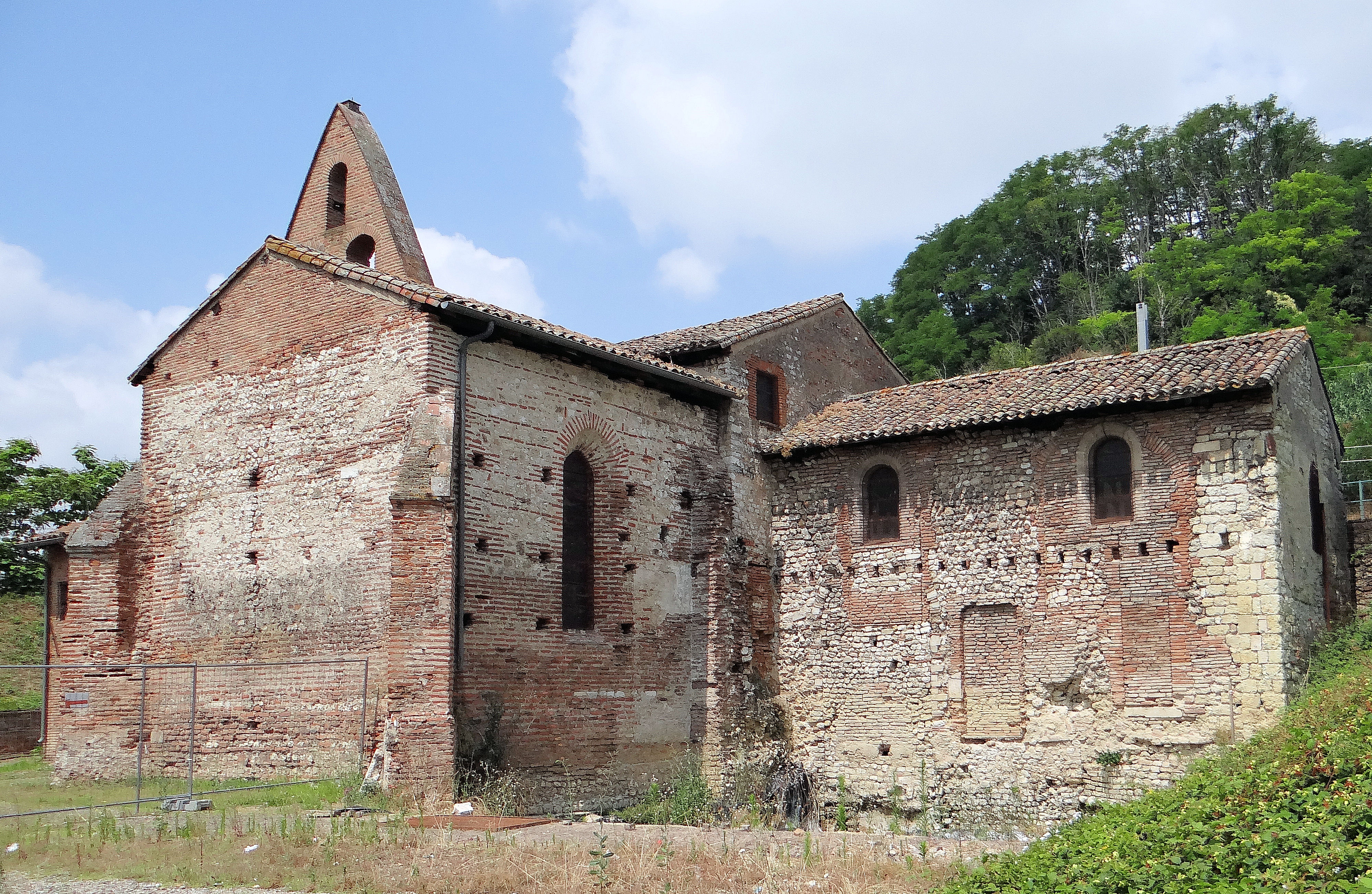
圣马丁教堂
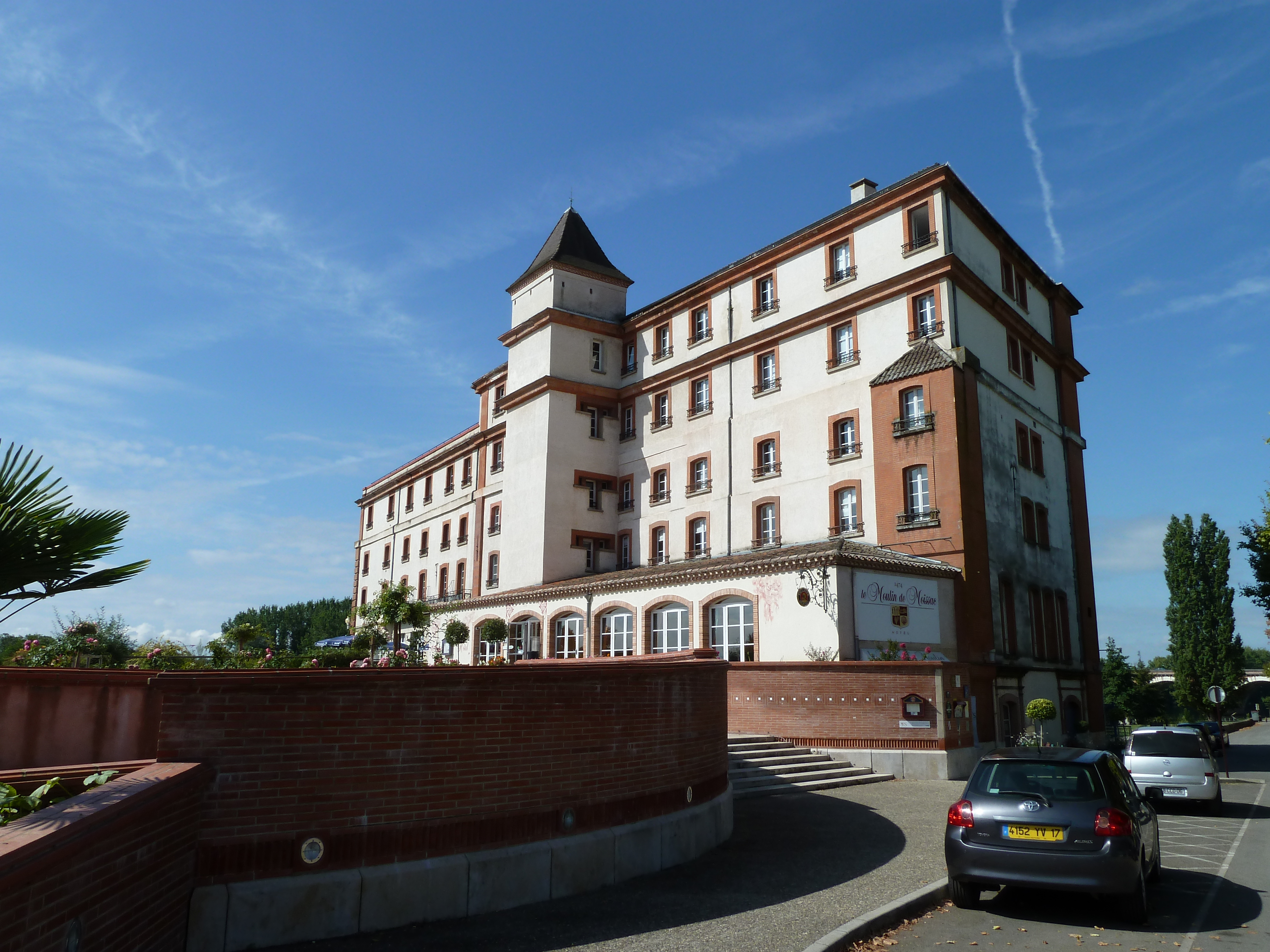
大磨坊
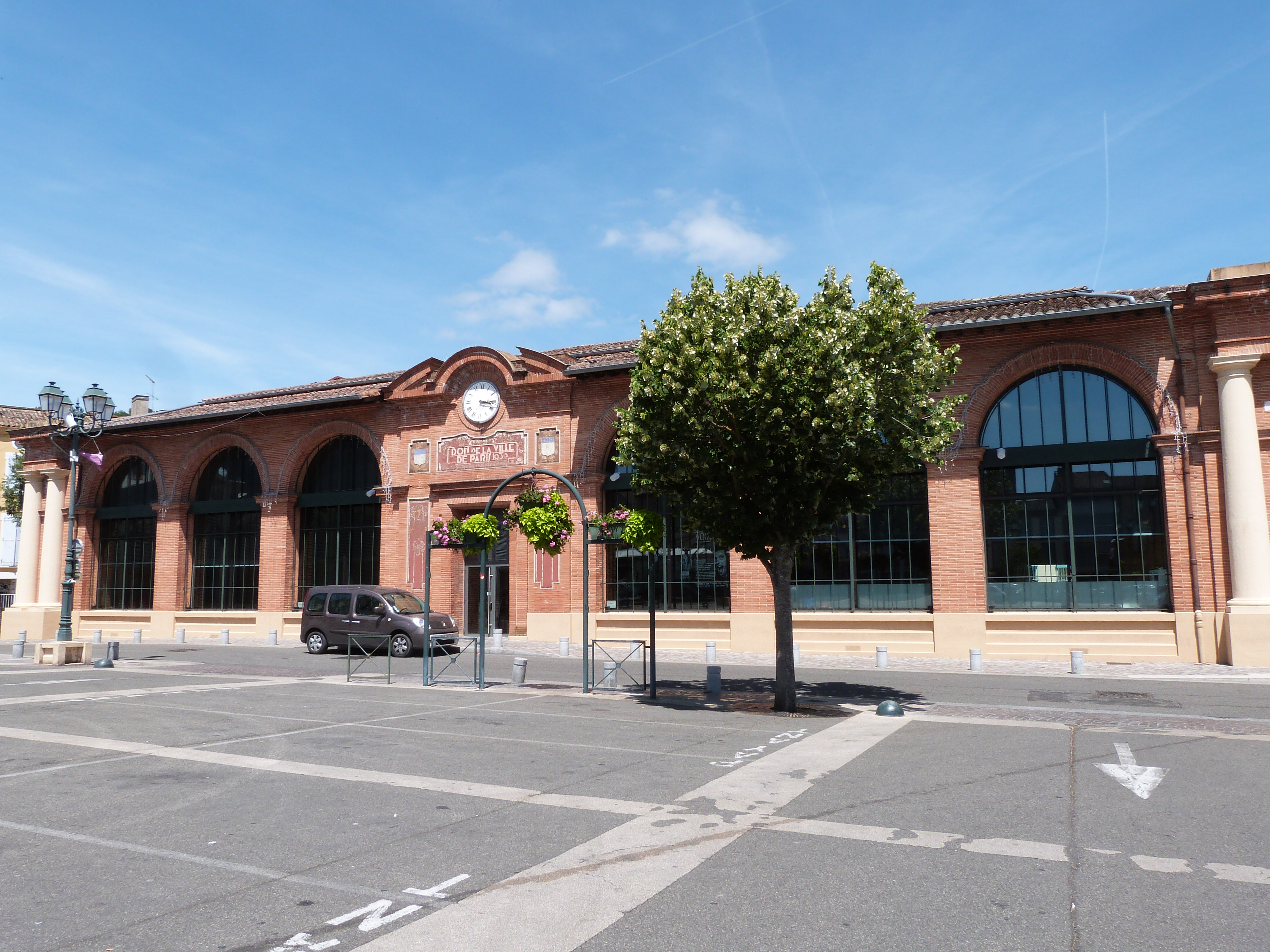
巴黎剧场
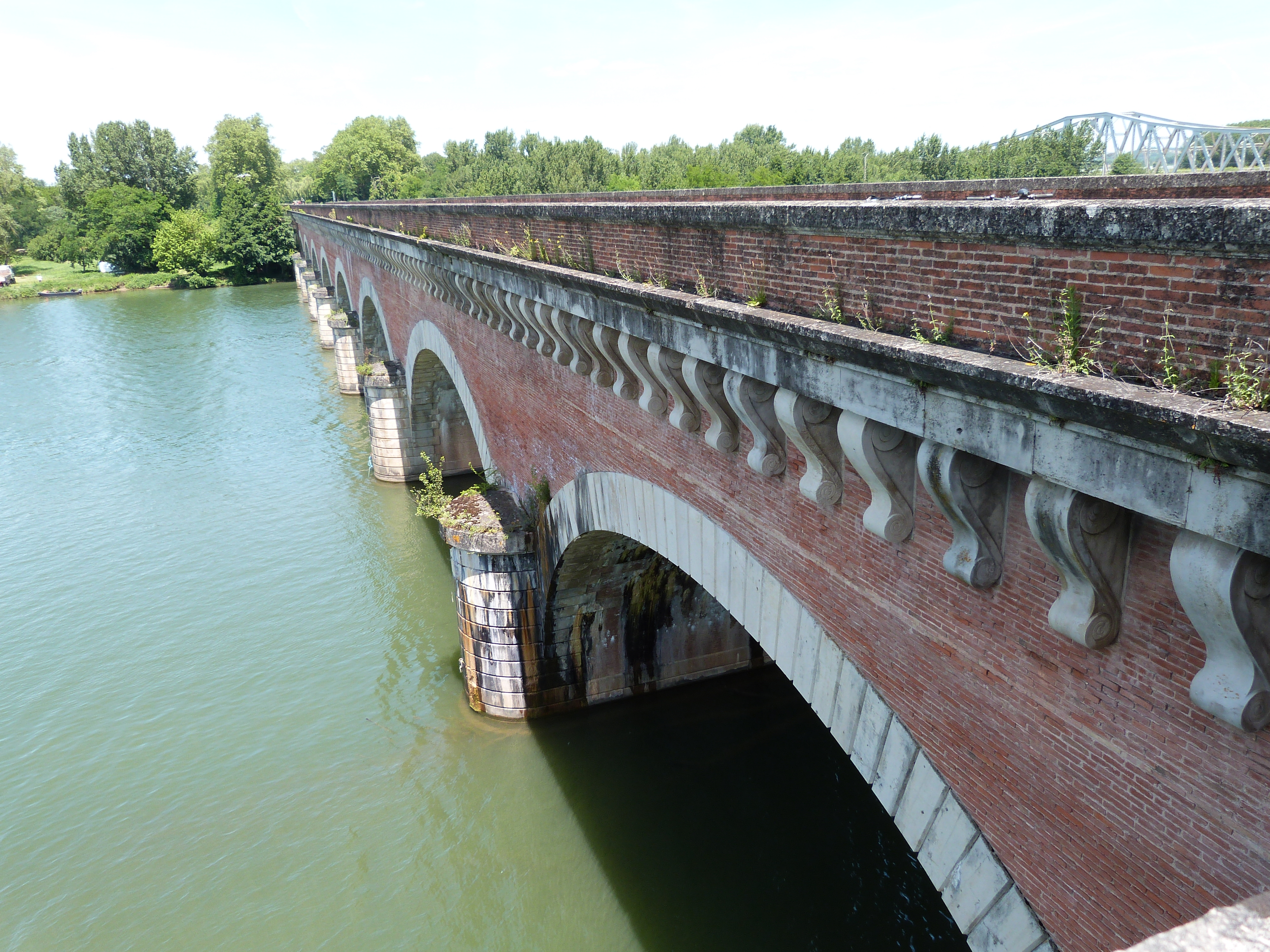
卡科尔运河桥

### 旅游
穆瓦萨克的旅游事务由其所属的公共社区负责。2020年，穆瓦萨克境内共有6家酒店共计111间房间；另有1个露营地，可容纳共130辆露营车。

### 媒体
法国主要的媒体均可在穆瓦萨克接收，法国电视三台下属的奥克西塔尼大区频道在部分时段播出穆瓦萨克所属区域的地方新闻。

## 相关人物
法国航海文学家弗朗索瓦·爱德华·雷纳尔、发动机工程师马里尤斯·巴尔巴鲁和演员皮埃尔·布莱斯出生于穆瓦萨克。

## 友好城市
截至2021年6月，穆瓦萨克共与两座城市互为友好城市关系：
- 法國 托姆里
- 西班牙 阿斯托尔加